# Клепіков Олександр Сергійович
Олекса́ндр Сергі́йович Кле́піков (нар. 10 травня 1993, Сімферополь, Україна — пом. 5 квітня 2022, поблизу селищ Межиріч та Новоселівка, Пологівський район, Запорізька область, Україна) — український військовик, учасник російсько-української війни, активний учасник Революції гідності і кримського супротиву 2013—2014 років.

## Життєпис

### Раннє життя
Народився 10 травня 1993 року в місті Сімферополь. Навчався у місцевій середній школі № 23, після її закінчення проходив навчання у технікумі інформаційних технологій. З дитинства захоплювався подорожами, історією і спортом, зокрема футболом, під час гри в який отримав свій майбутній позивний «Борян», на честь улюбленого воротаря Фаб'єна Бартеза. Був одним із лідерів ультрас сімферопольського футбольного клубу «Таврія».
Впродовж життя в Криму був активним учасником проукраїнських рухів і різноманітних акцій, спрямованих на боротьбу проти «Руського блоку» та інших проросійських організацій півострова. У 2013 році, під час Революції гідності, був одним з лідерів руху та активно просував підписання «фанатського перемир'я». Активний учасник кримського супротиву 2013—2014 років, а також революційних подій на Майдані. Брав участь в акціях перед військовою частиною в Сімферополі та в Севастополі і сутичках з проросійськими силами.
9 березня 2014 року, після проукраїнської акції біля пам'ятника Тарасові Шевченку у Севастополі і зіткнень із місцевою «самообороною», затриманий спецпідрозділом «Беркут». Вже наступного дня під загрозою арешту був змушений виїхати в Київ.

### Російсько-українська війна
У травні того ж 2014 року долучився до першого складу батальйону «Азов», разом з яким брав участь в операціях зі звільнення Маріуполя, першої та другої операцій в Широкино, боях за населені пункти Мар'їнка, Гранітне, Новий Світ, Водяне, Гнутове, Талаківка та Піски.
У 2014—2018 роках військовослужбовець 1-го окремого Феодосійського батальйону морської піхоти. Учасник всіх навчань і заходів ВМСУ. Заступник командира розвідувального взводу, учасник боїв на сході України. Згодом отримав звання сержанта ГУР МО. Майстер-парашутист, мав більше ніж 80 стрибків з різними парашутними системами.
Будучи гравцем та великим шанувальником регбі, разом з футбольними фанатами Миколаєва виступав за місцевий регбійний клуб «Корабел», займався бразильським джіу-джитсу. У 2021 році закінчив Чорноморський національний університет імені Петра Могили за спеціальністю «Історія та археологія», захистивши кваліфікаційну роботу магістра на тему «Дипломатична діяльність Гетьманату Павла Скоропадського». Був суддею міжнародної асоціації стрільби з пістолета і часто судив змагання силових структур.
На початку 2022 року разом з побратимами займався питанням оборони Миколаєва. Під час повномасштабного вторгнення Росії в Україну брав участь у обороні міста, організовував роботу інженерних споруд. Разом з підрозділами територіальної оборони брав участь у боях та диверсійних діях в області. В березні прибув до Києва, аби долучитися до оборони столиці. Брав участь у засадних і диверсійних діях в тилу ворога. В тому ж році боєць 10-го загону Головного управління розвідки Міністерства оборони України. Брав участь у виконанні завдань з доставки підкріплення, медикаментів, засобів зв'язку, озброєння та евакуації поранених з оточеної «Азовсталі».
5 квітня 2022 року об 05:20 борт Армійської авіації КСВ Збройних сил України Мі-8 з чотирма офіцерами ГУР МО на борту вилетів на пошук і допомогу підбитому перед цим вертольоту. На підльоті до місця був також підбитий в правий бік. Олександр Клепіков загинув між селами Межиріч та Новоселівка Пологівського району Запорізької області.
27 липня 2023 року у Михайлівському Золотоверхому соборі відбулася церемонія прощання. Похований того ж дня на Лісовому кладовищі в Києві.

## Нагороди
- Почесний знак «Захисник Маріуполя» (наказ Міністерства внутрішніх справ України від 25 листопада 2015 року № 2496 о/с);
- Відзнака президента України «За участь в антитерористичній операції»;
- Почесний нагрудний знак «За взірцевість у військовій службі» (наказ начальника Генерального штабу Головнокомандувача Збройних сил України від 29 травня 2015 року № 318);
- Знак «За висадку десанту»;
- Почесна відзнака Миколаївської міської ради «За оборону Миколаєва» (посмертно, розпорядження Миколаївського міського голови № 226р від 26 вересня 2023 року);
- Орден «За мужність» III ступеня (посмертно, указ президента України від 24 серпня 2023 року № 516/2023).

## Увічнення пам'яті
- Під час оголошення складу збірної України на Євро-2024 у відео, уродженця Криму Миколу Матвієнка представили батьки Олександра Клепікова. На фоні була присутня атрибутика футбольного клуба «Таврія», за яку вболівав Клепіков, а також його фотографія[1].
- 26 липня 2024 року розпорядженням голови Миколаївської обласної державної адміністрації Віталія Кіма відповідно до Закону України «Про засудження та заборону пропаганди російської імперської політики в Україні і деколонізацію топонімії» вулицю Логовенка перейменовано на вулицю Олександра Клепікова[15][16].
- В лютому 2025 року на Дарницькому мості у Києві з'явилося пам'ятне графіті, присвячене Олександру Клепікову і Святославу Алексапольському — уродженцям Сімферополя, що боронили столицю і відзначилися під час оборони Миколаєва[17][18].